# Rudno nad Hronom
Rudno nad Hronom es un municipio del distrito de Žarnovica en la región de Banská Bystrica, Eslovaquia, con una población estimada a final del año 2024 de 511 habitantes.
Se encuentra ubicado al noroeste de la región, en el valle del río Hron —un afluente izquierdo del Danubio— y cerca de la frontera con las regiones de Nitra y Trenčín.

## Demografía
| Año        | 1994 | 2004  | 2014    | 2024    |
| ---------- | ---- | ----- | ------- | ------- |
| Población  | 580  | 522   | 524     | 511     |
| Diferencia |      | −10 % | +0,38 % | −2,48 % |

| Año        | 2023 | 2024    |
| ---------- | ---- | ------- |
| Población  | 522  | 511     |
| Diferencia |      | −2,10 % |